# Cogny (Rodano)
Cogny è un comune francese di 1 093 abitanti situato nel dipartimento del Rodano della regione Alvernia-Rodano-Alpi.

## Società

### Evoluzione demografica
Abitanti censiti